# Autographiviridae
 (Octobre 2021).
Autographiviridae est une famille de virus de l'ordre des Caudovirales. Comme les autres familles de cet ordre, les bactéries sont ses hôtes naturels. Cette famille contient 373 espèces réparties en 9 sous-familles et 133 genres,.

## Structure
Autographiviridae contient des virus non enveloppés, avec des capsides de géométrie icosaédrique et une symétrie T=7. Leur diamètre est d'environ 60 nanomètres. Le génome est linéaire, d'environ 40 à 42 kilobits de long.